# Open de Tenis Comunidad Valenciana 2004
L'Open de Tenis Comunidad Valenciana 2004 è stato un torneo di tennis giocato sulla terra rossa.
È stata la 10ª edizione dell'Open de Tenis Comunidad Valenciana,
che fa parte della categoria International Series nell'ambito dell'ATP Tour 2004.
Si è giocato nel Club de Tenis Valencia di Valencia in Spagna,
dal 12 al 19 aprile 2004.

## Campioni

### Singolare
Fernando Verdasco ha battuto in finale  Albert Montañés con il punteggio di 7–6(5), 6–3.

### Doppio
Gastón Etlis /  Martín Rodríguez hanno battuto in finale  Feliciano López /  Marc López con il punteggio di 7–5, 7–6(5).